# Higer

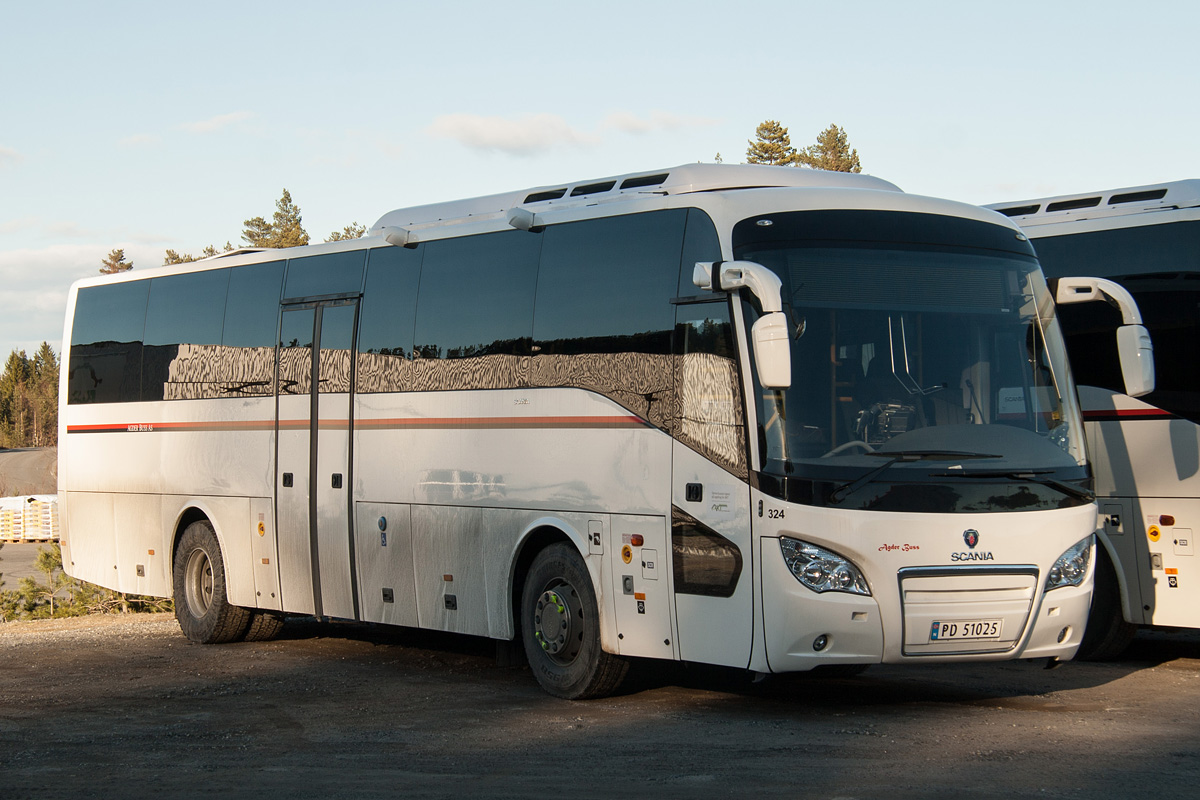
Higer A30

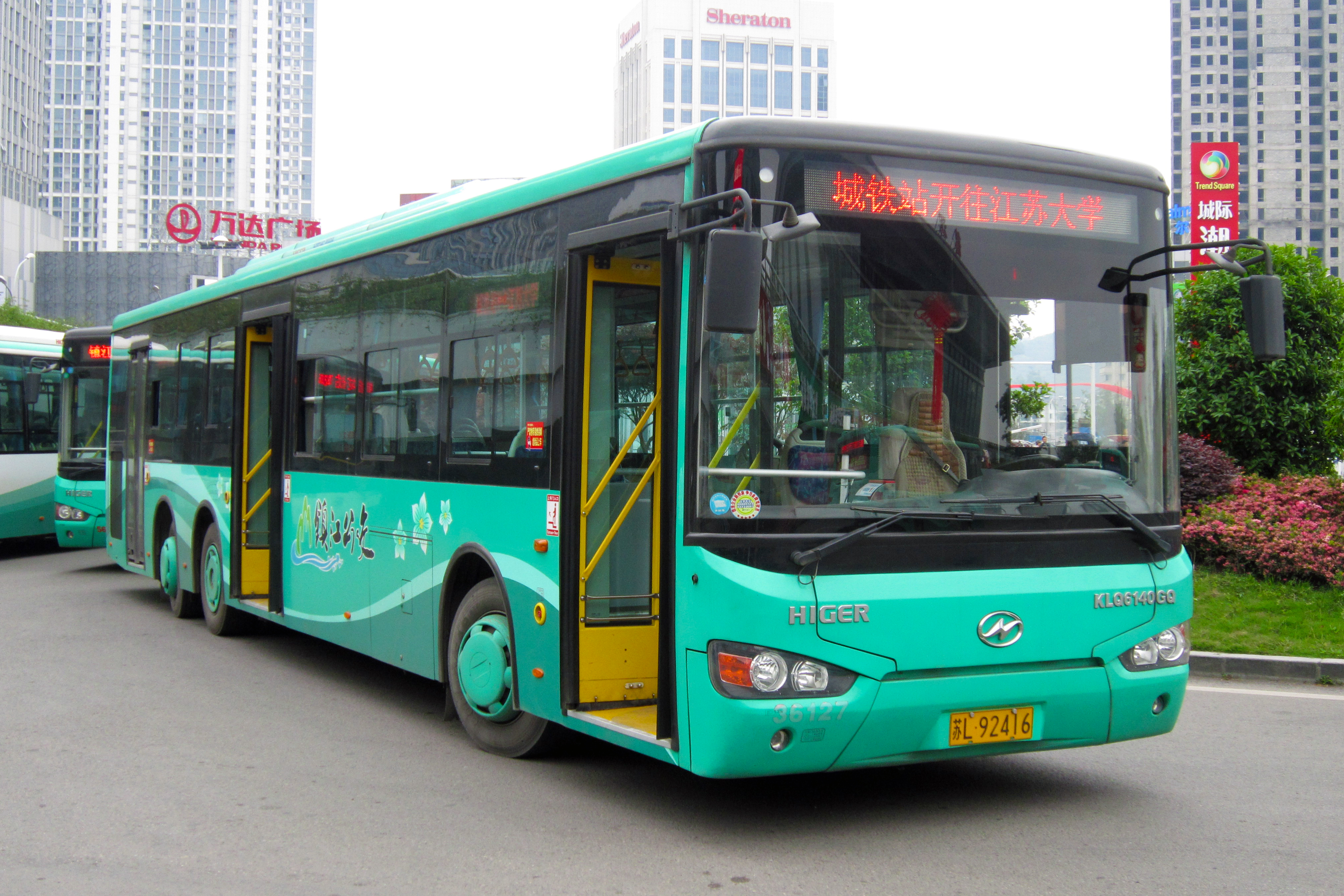
Higer KLQ6140GQ

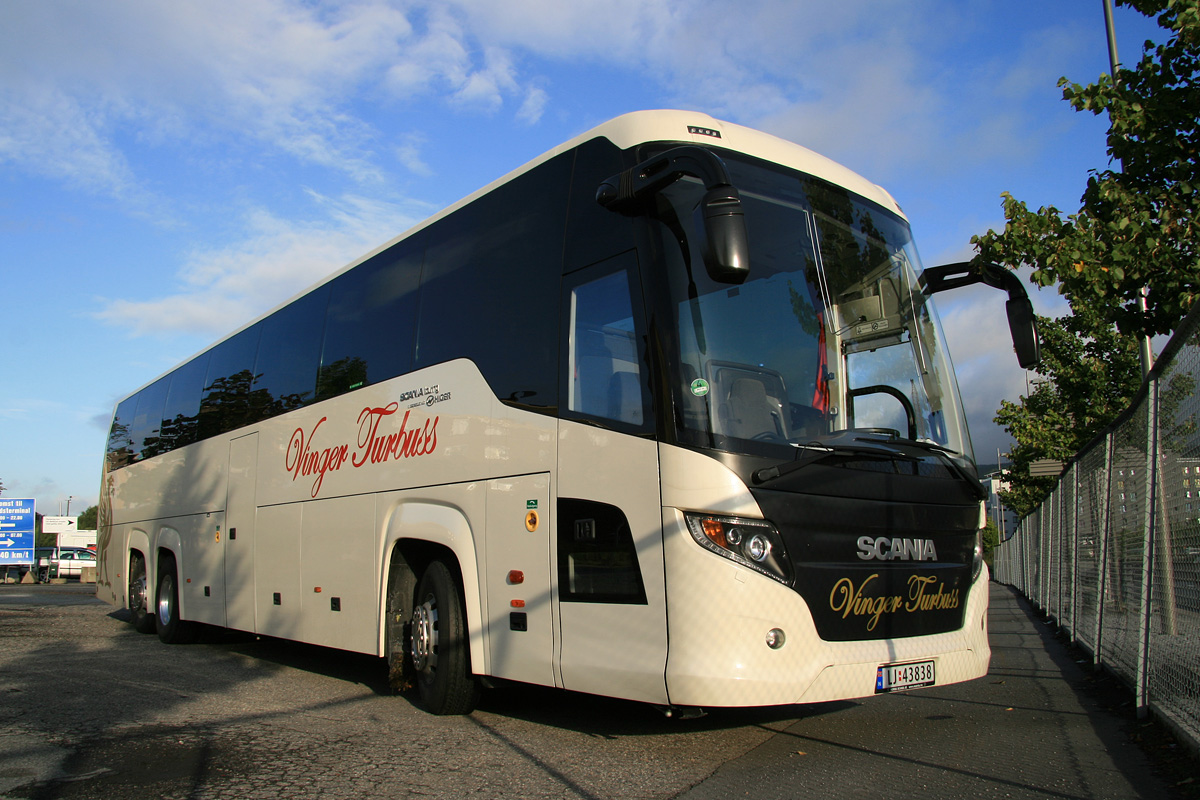
Scania TK440 Touring HD виробництва Higer

Higer — китайська автомобілебудівна компанія, на сьогоднішній день є провідним виробником міських і туристичних автобусів в Китаї і другим в світі. Заснована в 1998 році. Декларована основа філософії виробництва: «Фокус на безпечність та якість сервісу». Тісно працює зі шведською компанією Scania. Виробництво автобусів знаходиться під контролем співробітників Scania. Входить в Kinglong Group.
8 вересня 2016 року Міністерство фінансів назвало п'ять типових проблемних компаній, включаючи GMC, Suzhou Jinlong, Wuzhoulong, Chery Wanda та Shaolin Bus, у ході спеціальної перевірки субсидійних фондів для просування та застосування транспортних засобів з новою енергією. Серед них у 2015 році Suzhou Jinlong має 1683 автомобілі на новій енергії та 520 мільйонів юанів у вигляді субсидій, ставши «субсидійним шахраєм» із найбільшою кількістю незаконних транспортних засобів і сумою. У повідомленні зазначалося, що державна субсидія в розмірі 520 мільйонів юанів буде скасована, а Сучжоу Цзіньлона буде оштрафовано на 260 мільйонів юанів.

## Виробнича потужність
Територія заводу становить 40000 кв. м. Вся територія поділена між трьома виробничими майданчиками. Завод розрахований на випуск 35 000 автобусів на рік.

## Персонал
На даний момент в компанії зайнято 4500 співробітників, з яких понад 500 є технічними фахівцями.

## Модельний ряд
Створено понад 50 серій і більше 300 моделей пасажирського транспорту, туристичних і міських автобусів. У 2006 році HIGER запустив спільний проєкт з компанією Scania з виробництва туристичного автобуса топ-класу Scania-Higer Виробництво автобусів сертифіковано за стандартом ISO / TS16949: 2002 і обов'язковому державному стандарту CCC. Деякі продукти пройшли сертифікацію на відповідність стандартам EEC, GCC і ЄЕК ООН.

## Представництва
Автобуси Higer поставляються в більш ніж 30 країн світу, включаючи європейський, американський, африканський, південно-східний азійський і близькосхідний регіони. Обсяг продажів в 2006 році склав близько 3 млрд доларів.